# Metroul din Dnipro
Metroul din Dnipro (în ucraineană Дніпровський метрополітен), este un sistem de metrou care servește orasul Dnipro, al patrulea cel mai mare oraș din Ucraina. S-a deschis pe data de 29 Decembrie 1995 și a fost al patrulea sistem de metrou dat in folosința în Ucraina după cele din Kiiv, Harkiv si Kryvhyi Rih și este al cincisprezecelea sistem de metrou construit în teritoriul fostei URSS și primul construit după caderea Uniunii Sovietice in 1991. Rețeaua de Metrou are doar o singură linie cu lungimea de 7,8 kilometri și șase stații, alte trei fiind în construcție. Linia începe de la stația Pokrovska până la Vokzalna. De la inaugurarea sa în 1995, numărul pasagerilor care folosesc metroul din Dnipro scade treptat, de la 18,.2 milioane de pasageri în 1995 la 7,5 milioane de pasageri în 2013.     